# Enda Kenny
Enda Patrick Kenny (Castlebar, 24 aprile 1951) è un politico irlandese, Taoiseach dell'Irlanda dal 2011 al 2017.

## Carriera politica
Kenny venne eletto per la prima volta membro del Dáil nel 1975, all'età di 24 anni, quando subentrò nel seggio del padre dopo la sua morte. Kenny venne sempre rieletto in seguito e dal 1994 al 1997 fu ministro del turismo. Nonostante la lunga presenza parlamentare, non era una figura di primo piano nella vita politica irlandese.

### Leader del Fine Gael
A causa del suo profilo, la scelta di Kenny di candidarsi alla leadership del Fine Gael nel 2001 destò una certa sorpresa. Kenny fu sconfitto da Michael Noonan, ma dopo la grave sconfitta elettorale del 2002 Noonan fu costretto a dimettersi e Kenny divenne leader del partito. Kenny cominciò a riorganizzare profondamente il partito, che guadagnò seggi sia alle elezioni locali che alle elezioni europee del 2004. Kenny rafforzò anche i rapporti con gli altri partiti europei di centro-destra e nel 2006 fu eletto vicepresidente del Partito Popolare Europeo.
Il Fine Gael ottenne un buon risultato alle elezioni parlamentari del 2007, ma il Fianna Fáil riuscì a mantenere la maggioranza. La leadership di Kenny fu messa in discussione da una parte del suo partito, che lo riteneva un buon organizzatore e mediatore ma un leader poco carismatico e telegenico. Kenny riuscì tuttavia a sconfiggere la mozione di sfiducia nei suoi confronti. Anche grazie all'insoddisfazione popolare nei confronti del governo del Fianna Fáil, alle elezioni parlamentari del 2011 il Fine Gael ottenne il suo miglior risultato di sempre e si affermò come primo partito del Paese.

### Taoiseach

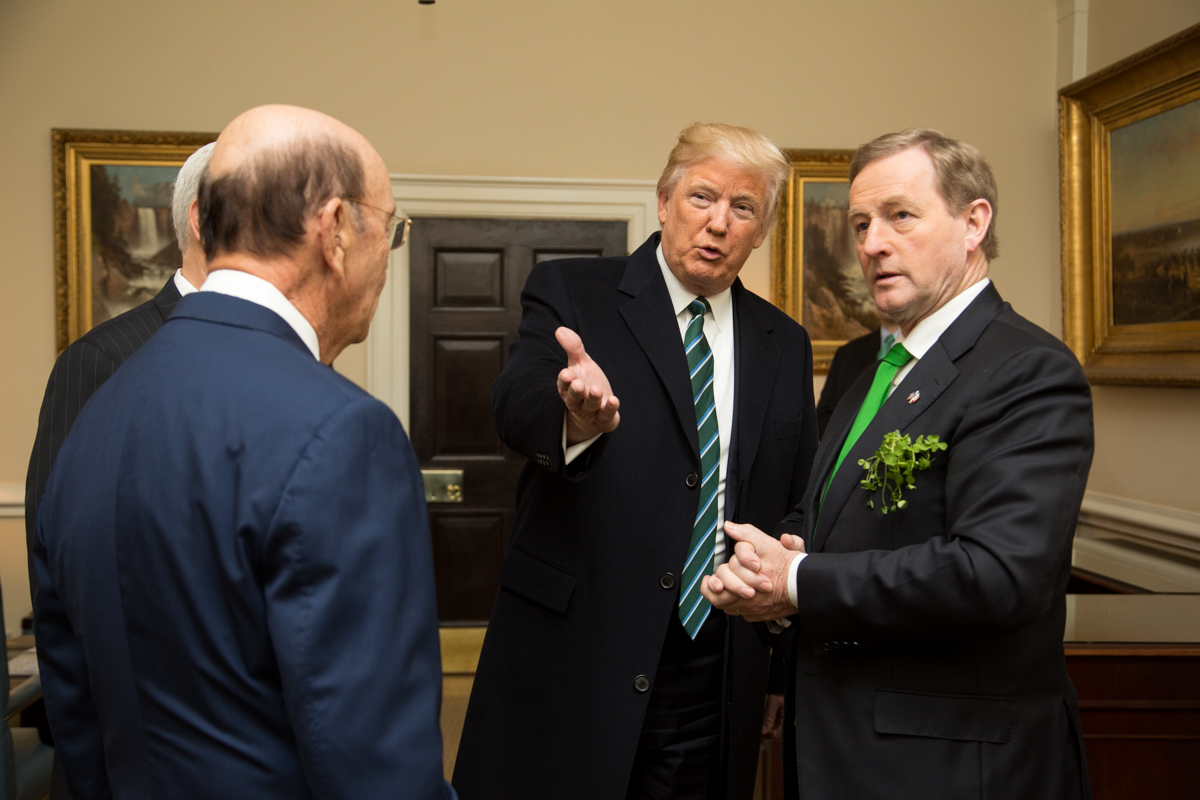
Kenny con Donald J. Trump nel 2017

Dal 9 marzo 2011 Kenny ha ottenuto la guida di un governo di coalizione con i laburisti. Il governo dispone della più ampia maggioranza parlamentare nella storia dell'Irlanda.
Il governo Kenny ha gestito le conseguenze della crisi finanziaria nel Paese ed ha approvato una serie di riforme richieste dall'Unione europea e del Fondo Monetario Internazionale, raggiungendo gli obiettivi di riduzione del deficit pubblico posti al Paese. Il governo ha rifiutato di rivedere il livello molto basso di tassazione sulle imprese.
Nel luglio 2011 Kenny ha attaccato duramente la Santa Sede per la sua gestione e il suo atteggiamento verso i casi di pedofilia all'interno della Chiesa irlandese.
A seguito delle elezioni politiche del febbraio 2016, dopo due mesi di trattative, è stato raggiunto un accordo per un governo di minoranza guidato dal Fine Gael e Kenny è stato rieletto come Taoiseach il 6 maggio 2016.
Il 18 maggio 2017 si dimette.

## Vita privata
Il padre di Kenny era stato un giocatore di calcio gaelico e successivamente parlamentare.
Kenny è sposato con un'ex addetta stampa del Fianna Fáil. La coppia ha tre figli.
Kenny è appassionato di sport, in particolare di trekking e ciclismo.